# 梦中之梦

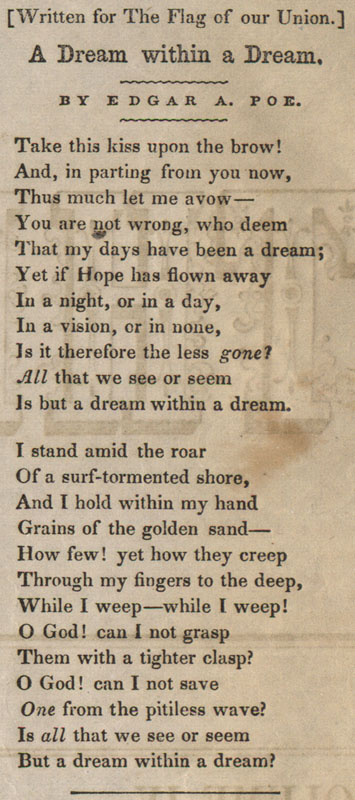
《梦中之梦》

《梦中之梦》（英語：A Dream Within a Dream），又译作《梦中梦》，作者为美国诗人艾伦·坡，最早发表于1849年。